# Municipio Ixtapa
Koordinaten: 16° 48′ N, 92° 54′ W
Ixtapa ist ein Municipio im Zentrum des mexikanischen Bundesstaats Chiapas. Das Municipio hat etwa 24.500 Einwohner und eine Fläche von 280 km². Verwaltungssitz und größter Ort des Municipios ist das gleichnamige Ixtapa.
Der Name Ixtapa kommt aus dem Nahuatl und bedeutet „Ort des gesalzenen Wassers“.

## Geographie
Das Municipio Ixtapa liegt zentral im mexikanischen Bundesstaat Chiapas auf Höhen zwischen 700 m und 2100 m. Es zählt zur Gänze zur physiographischen Provinz der Sierra Madre de Chiapas und liegt vollständig in der hydrologischen Region Grijalva-Usumacinta. Die Geologie des Municipios wird zu 44 % von Sandstein-Konglomerat bestimmt bei 29 % Sandstein-Lutit und 23 % Kalkstein, vorherrschende Bodentypen sind der Regosol (58 %), Leptosol (21 %), Luvisol (12 %) und Phaeozem (9 %). Etwa 68 % der Gemeindefläche sind bewaldet, 21 % dienen dem Ackerbau, 11 % werden von Weideland eingenommen.
Das Municipio Ixtapa und grenzt an die Municipios Soyaló, Bochil, Larráinzar, Chamula, Zinacantán und Chiapa de Corzo.

## Bevölkerung
Beim Zensus 2010 wurden im Municipio 24.517 Menschen in 4.965 Wohneinheiten gezählt. Davon wurden 4.971 Personen als Sprecher einer indigenen Sprache registriert, darunter 4.690 Sprecher des Tzotzil. Über 18 Prozent der Bevölkerung waren Analphabeten. 7.631 Einwohner wurden als Erwerbspersonen registriert, wovon knapp 88 % Männer bzw. 1,9 % arbeitslos waren. Gut 45 % der Bevölkerung lebten in extremer Armut.

## Orte
Das Municipio Ixtapa umfasst 67 bewohnte localidades, von denen nur der Hauptort vom INEGI als urban klassifiziert ist. Sechs Orte wiesen beim Zensus 2010 eine Einwohnerzahl von über 1000 auf, 36 Orte hatten weniger als 100 Einwohner. Die größten Orte sind:
| Ort                                         | Einwohner |
| Ixtapa                                      | 6086      |
| El Nopal                                    | 1903      |
| Cacate                                      | 1225      |
| Aztlán (Rancho Nuevo)                       | 1148      |
| Concepción                                  | 1133      |
| El Zapotillo                                | 1058      |
| Chigtón                                     | 0960      |
| Nuevo San Miguel Mitontic (Punta de Piedad) | 0887      |
| Modelo (El Zapotal)                         | 0884      |